# Saint-Simon (Cantal)
Saint-Simon (okzitanisch: Sant Simon) ist ein französischer Ort und eine Gemeinde mit 1.142 Einwohnern (Stand: 1. Januar 2022) im Département Cantal in der Region Auvergne-Rhône-Alpes. Die Gemeinde gehört zum Arrondissement Aurillac und zum Kanton Vic-sur-Cère. Die Einwohner werden Saint-Simonions genannt.

## Lage
Saint-Simon gehört zur historischen Region des Carladès und liegt etwa fünf Kilometer nordöstlich des Stadtzentrums von Aurillac am Fluss Jordanne. Im Südosten durchquert das Flüsschen Mamou das Gemeindegebiet. Umgeben wird Saint-Simon von den Nachbargemeinden Marmanhac im Norden, Velzic im Nordosten, Polminhac im Osten, Giou-de-Mamou im Südosten und Süden, Aurillac im Süden und Südwesten, Naucelles im Südwesten, Reilhac im Westen sowie Jussac im Nordwesten.

## Bevölkerungsentwicklung
| Jahr                       | 1962 | 1968 | 1975 | 1982 | 1990 | 1999 | 2006 | 2013 |
| Einwohner                  | 846  | 842  | 1007 | 959  | 989  | 1018 | 1071 | 1121 |
| Quellen: Cassini und INSEE |      |      |      |      |      |      |      |      |

## Sehenswürdigkeiten
- Kirche Saint-Sigismond
- Schloss La Force
- Burg Oyez aus dem 12. Jahrhundert mit Herrenhaus aus dem 16. Jahrhundert, Monument historique
- Schloss Lalaubie aus dem 18. Jahrhundert, Monument historique
- Schloss und Domäne Le Martinet aus dem 17. Jahrhundert
- Schloss Labeau
- Komtur
- drei Menhire von Saint Simon

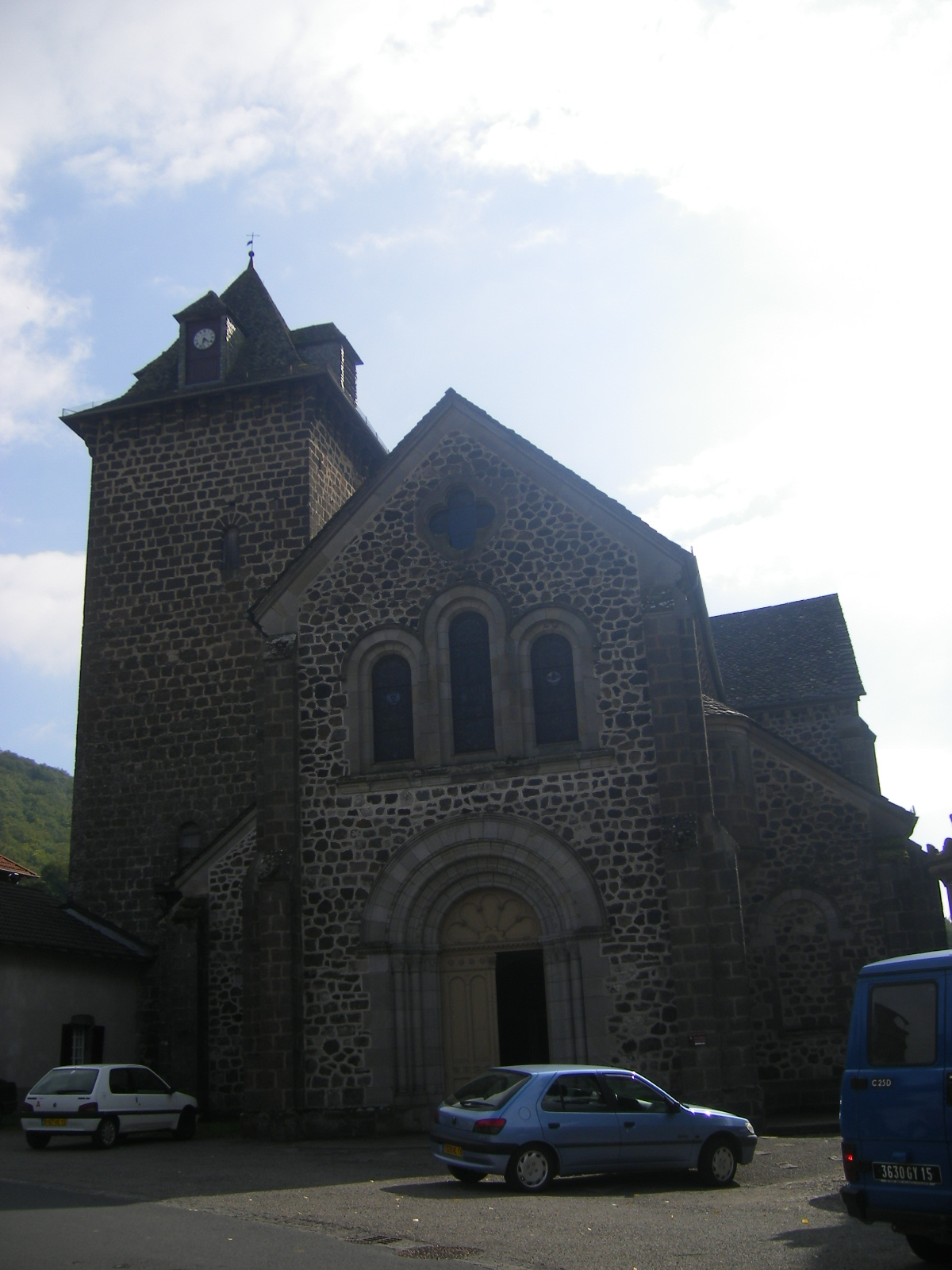
Kirche in Saint-Sigismond
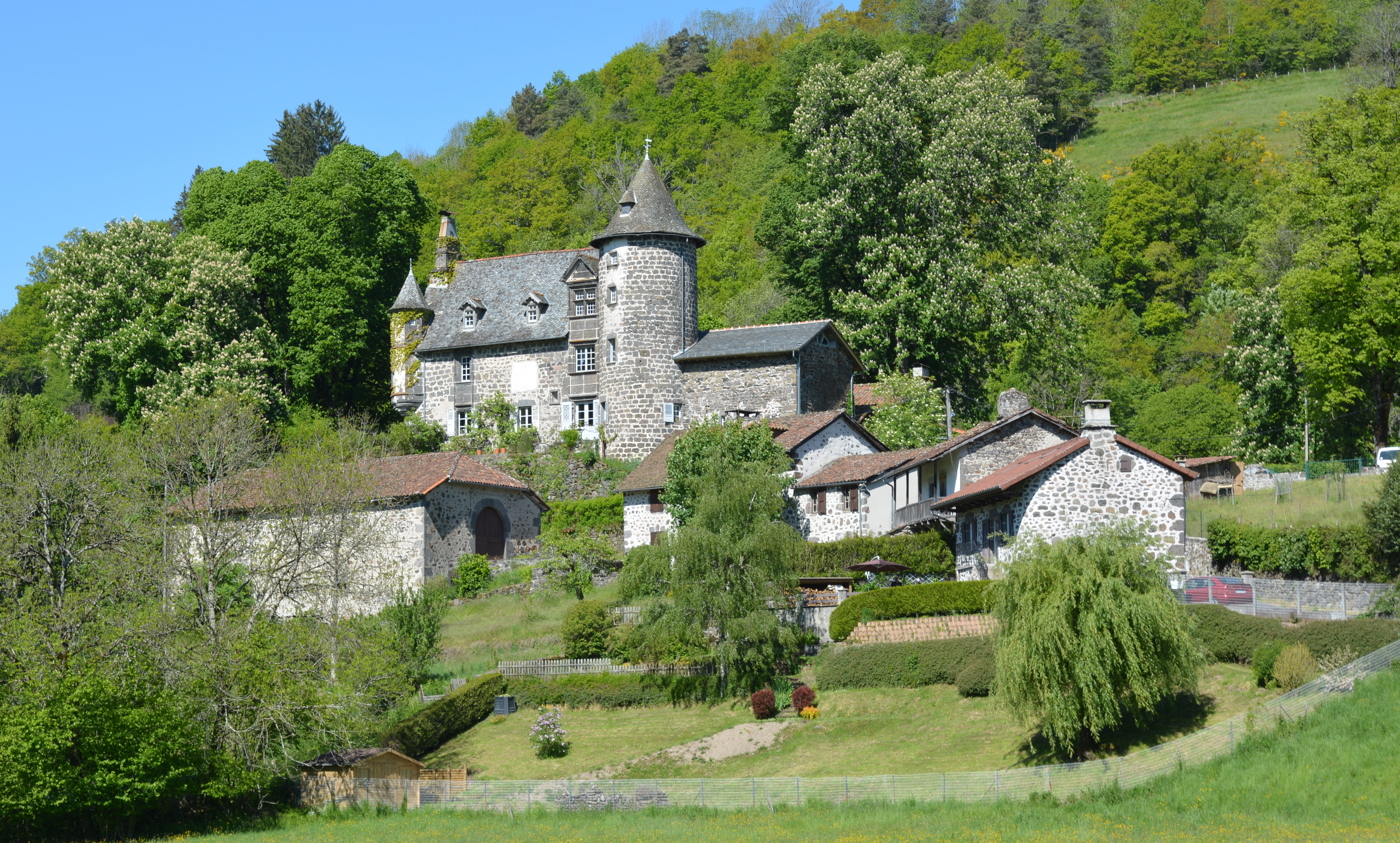
Burg Oyez
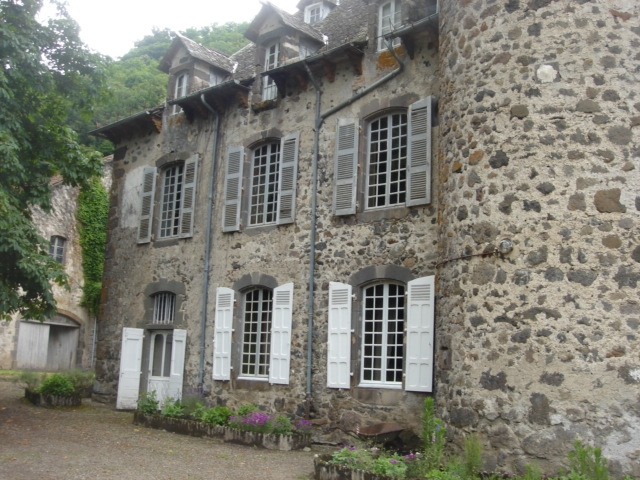
Schloss Lalaubie
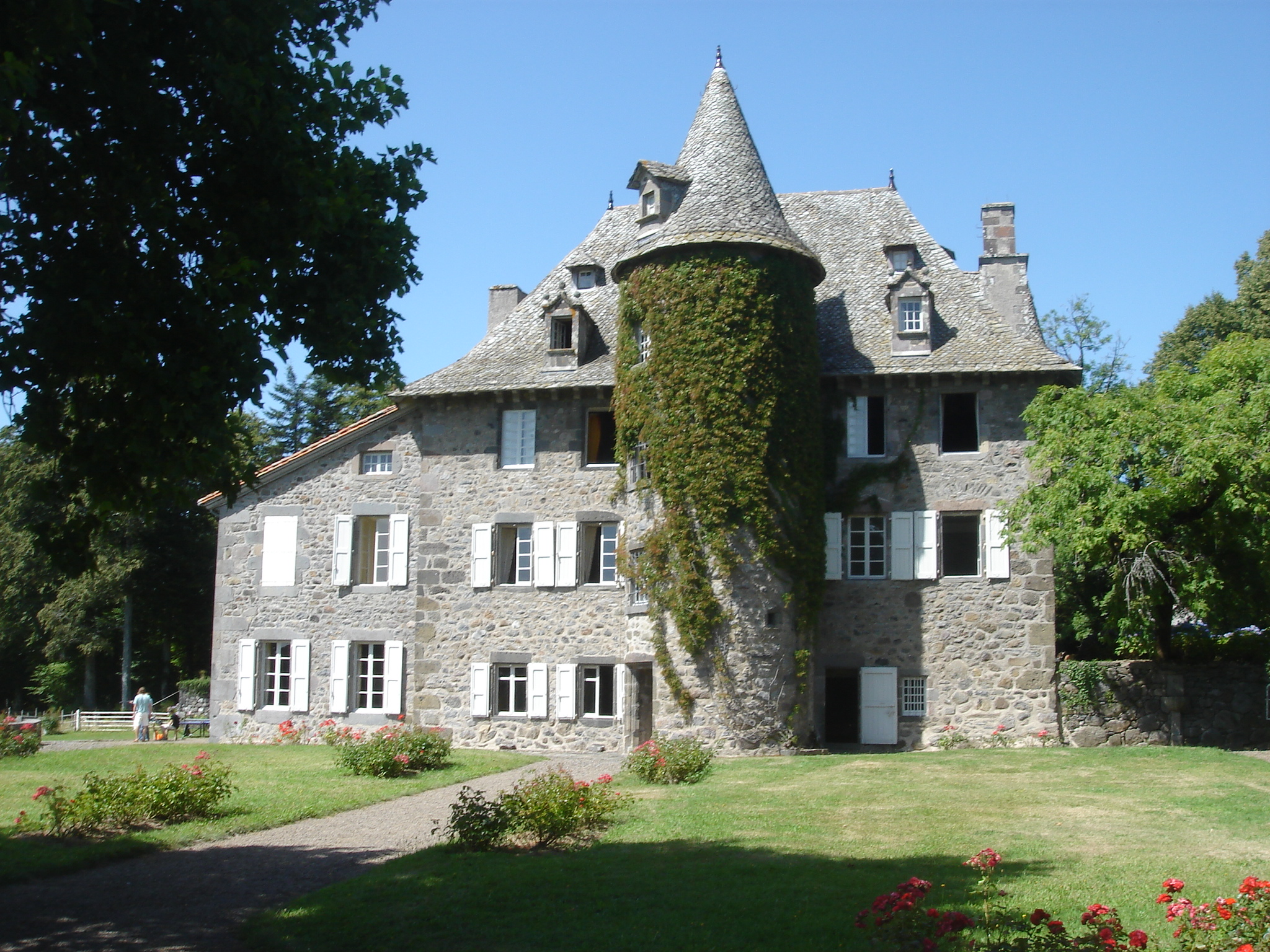
Schloss Labeau